# 1883 en Grèce
Chronologie de la Grèce
- 1879
- 1880
- 1881
- 1882
- 1883
- 1884
- 1885
- 1886
- 1887

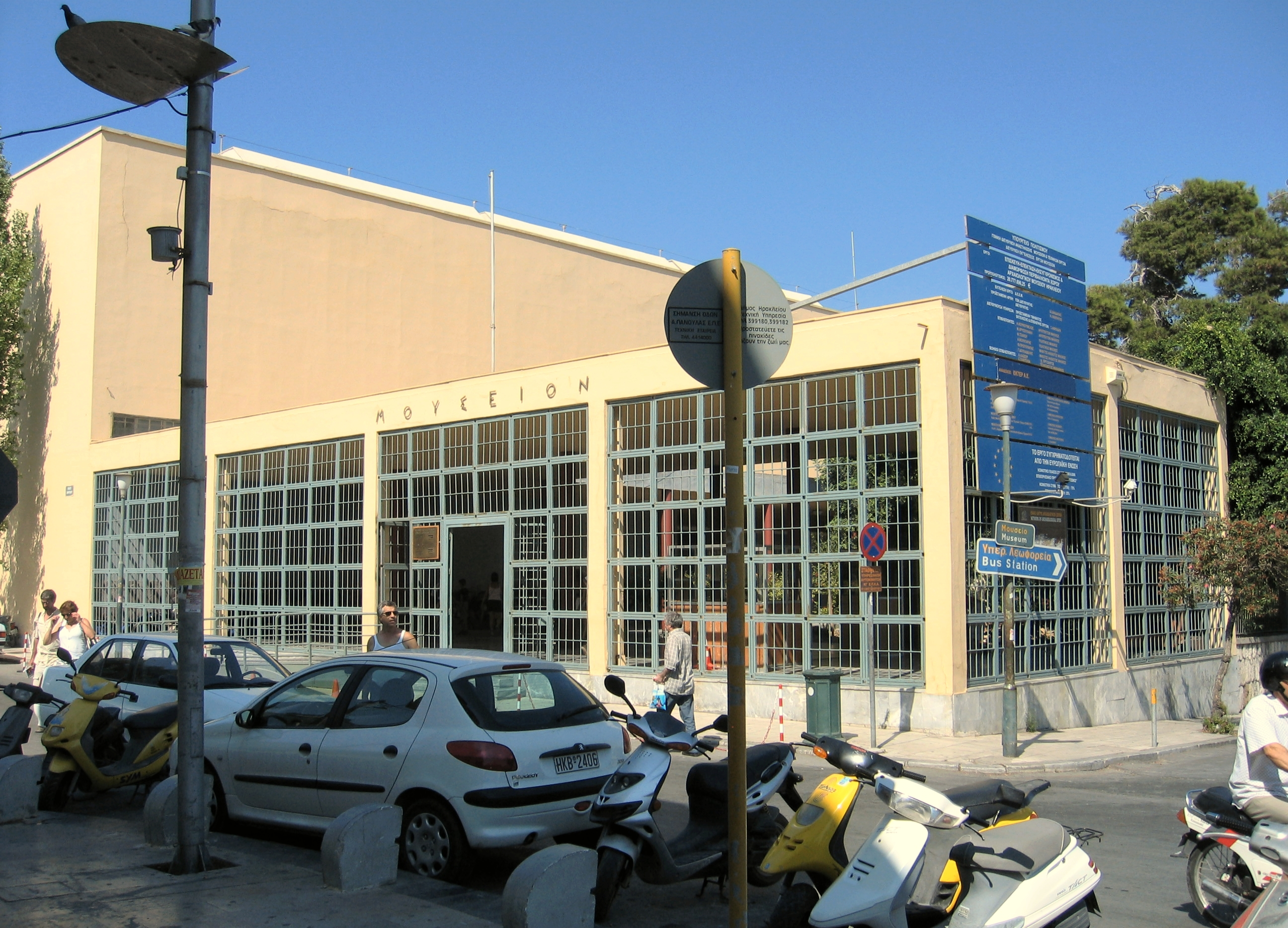
Création du musée archéologique de Héraklion en Crète.

Cette page concerne les évènements survenus en 1883 en Grèce  :

## Évènement
- Découverte de la tête d'éphèbe blond de l'Acropole.

## Création
- Musée archéologique d'Héraklion
- Akrópolis, quotidien.
- Mise en service de la ligne ferroviaire de Pýrgos à Katákolo

## Naissance
- Nikólaos Georgantís (el), sculpteur.
- Áristos Kampánis (el), poète.
- Níkos Kazantzákis, écrivain.
- Kyriákos K. Mitsotákis (el), personnalité politique.
- Aléxandros Papágos, militaire et Premier ministre.

## Décès
- Aléxandros Koumoundoúros, Premier-ministre.
- Artémios Míchos (el), soldat et personnalité politique.
- Emmanouíl Stratoudákis (el), poète et écrivain.